# قزلجه (ازبکستان)
قزلجه (به ازبکی: Qizilcha) یک منطقهٔ مسکونی در ازبکستان است که در ناحیه نورآتا واقع شده‌است.